# 알리 압디
알리 압디(아랍어: علي عبدي, Ali Abdi, 1993년 12월 20일 ~ )는 튀니지의 축구 선수로 현재 프랑스 리그 1의 니스에서 레프트 백으로 활약하고 있다.